# 김광현 (1971년)
김광현(金洸鉉, 1971년 10월 7일 ~ )은 전 야구 선수이자 배우이다.
한편, 1994년 OB에서 선수생활을 시작했으나 방위복무 등으로 출전 기회를 잃었고 1997년 시즌 후 삼성에 현금 트레이드됐으며 1999년 시즌 뒤 이계성과의 맞트레이드를 통해 쌍방울 유니폼을 입었지만 이 팀이 2000년 1월 해체된 후 그 주축 선수들을 필두로 창단된 신생 SK로 이적했고 선수협 파동 때문에 미운털이 박혀   이 해를 끝으로 유니폼을 벗었다.

## 학력
- 서울수유초등학교
- 신일중학교
- 신일고등학교
- 단국대학교

## 경력
- 현재 영화배우
- 2000년 ~ 은퇴 SK 와이번스 선수
- 1998년 ~ 1999년 삼성 라이온즈 선수
- 1994년 ~ 1997년 OB 베어스 선수

## 출연작

### 영화
- 《옥수역 귀신》 (2023년) - 기관사 역
- 《방법: 재차의》 (2021년) - 김정균 역
- 《돌멩이》 (2020년) - 검사 역
- 《광대들: 풍문조작단》 (2019년) - 상원사길 의장병 역
- 《소은이의 무릎》 (2019년) - 소은아빠 역
- 《명당》 (2018년) - 내금위장 역
- 《공작》 (2018년) - 안기부요원 2 역
- 《데자뷰》 (2018년) - 형사 윤팀장 역
- 《숲속의 부부》 (2018년) - 운전자 역
- 《범죄도시》 (2017년) - 형사들 역
- 《석조저택 살인사건》 (2017년) - 찻집앞무리 / 법정 방청객 역
- 《프리즌》 (2017년) - 형사 역
- 《덕혜옹주》 (2016년) - 박의장 비서실장 역
- 《시간이탈자》 (2016년) - 미성고 선생 2 역
- 《검사외전》 (2016년) - 취조실 형사 2 역
- 《사토미를 찾아라》 (2014년) - 형사 2 역
- 《군도: 민란의 시대》 (2014년) - 7인 무관 6 역
- 《표적》 (2014년) - 광수대 형사 1 역
- 《하이힐》 (2014년) - 8주사내 역
- 《감시자들》 (2013년) - 내사 1 역
- 《몬스터》 (2014년) - BAR남자 역
- 《48미터》 (2013년) - 천덕 역
- 《뜨거운 안녕》 (2013년) - 예선대회장 PD 역
- 《소리없는 남자》 (2012년)
- 《가문의 귀환》 (2012년) - 트럭 기사 역
- 《열여덟,열아홉》 (2012년) - 주심 1 역
- 《범죄와의 전쟁: 나쁜놈들 전성시대》 (2012년) - 팀원 2 역
- 《댄싱퀸》 (2012년) - 정민친구 1 역
- 《퍼펙트 게임》 (2011년) - 국가대표코치 / 경남고코치 역 역
- 《커플즈》 (2011년) - 병찬부하 1 역
- 《호야》 (2010년)
- 《굿모닝 프레지던트》 (2009년) - 경호차장 역
- 《거룩한 계보》 (2006년) - 지도 사내 역
- 《아는 여자》 (2004년) - 11번 역

### 드라마 & 시트콤
- 《신의 퀴즈 5》 (2018년, OCN) - 강우진 역
- 《훈장 오순남》 (2017년, MBC) - 형사 역
- 《이름 없는 여자》 (2017년, KBS2) - 의사 역
- 《역적 : 백성을 훔친 도적》 (2017년, MBC) - 관군대장 역
- 《보이스》 (2017년, OCN)
- 《막돼먹은 영애씨 15》 (2016년, tvN) - 헬스클럽 대표 역
- 《캐리어를 끄는 여자》 (2016년, MBC) - 환자 역
- 《W》 (2016년, MBC)
- 《좋은사람》 (2016년, MBC) - 형사 역
- 《내 마음의 꽃비》 (2016년, KBS2) - 미국 대사관 수행원 역
- 《가화만사성》 (2016년, MBC) - 도로에서 유현기와 실랑이를 벌이는 남자 역
- 《딴따라》 (2016년, SBS) - 형사 역
- 《굿바이 미스터 블랙》 (2016년, MBC) - 박석민 역
- 《내일도 승리》 (2016년, MBC) - 형사 역
- 《다 잘될 거야》 (2015년, KBS2) - 형사 역
- 《돌아온 황금복》 (2015년, SBS) - 형사 역
- 《KBS 드라마 스페셜 - 텍사스 안타》 (2010년, KBS2) - 김홍기 역

### CF
- 해태 홈런볼
- 발할라
- 인따르시아